# Кропоткин (град)
Вижте пояснителната страница за други значения на Кропоткин.
Кропо́ткин (на руски: Кропоткин) е град в Русия, Краснодарски край. Населението му е към 1 януари 2018 г. е 78 631 души.
Градът е разположен на десния бряг на река Кубан.

## История
При основаването му в края на 18 век носи името Романовски хутор. През 1921 година, когато получава градски статут, е преименуван на Кропоткин в чест на Пьотър Кропоткин.

## Население
| Година | Население |
| ------ | --------- |
| 1926   | 27 000    |
| 1939   | 42 000    |
| 1970   | 70 000    |
| 1989   | 75 929    |
| 2002   | 79 185    |
| 2010   | 80 765    |